# Liste des députés de la Ire législature de la Cinquième République
Cet article donne la liste par ordre alphabétique des 579 députés français de la Ire législature (1958-1962), soit proclamés élus les 23 et 30 novembre 1958, soit  proclamés élus ou maintenus en fonction dans les Territoires d'outre-mer. Les modifications apportées en cours de législature sont indiquées en notes.
Cette législature, ouverte le 9 décembre 1958, s'est terminée par la dissolution de l'Assemblée le 9 octobre 1962. Elle a été marquée par le maintien en fonction jusqu'au 15 juillet 1959 des 33 députés des Territoires d'outre-mer élus précédemment et par la fin automatique du mandat des 71 députés des départements algériens à la suite de l'indépendance de l'Algérie.

## Légende
a. = apparenté
NI = non inscrit
|  |      | Groupe                                            |
|  | ---- | ------------------------------------------------- |
|  | PCF  | Parti communiste français                         |
|  | SFIO | Section française de l'Internationale ouvrière    |
|  | ED   | Entente démocratique                              |
|  | RCPD | Républicains populaires et du Centre démocratique |
|  | IPAS | Indépendants et paysans d'action sociale          |
|  | UNR  | Union pour la nouvelle République                 |
|  | EAS  | Unité de la République                            |
|  | NI   | Députés non inscrits                              |

- Haut – A
- B
- C
- D
- E
- F
- G
- H
- I
- J
- K
- L
- M
- N
- O
- P
- Q
- R
- S
- T
- U
- V
- W
- X
- Y
- Z

## A
|  | Nom                                     | Groupe  | Circonscription           |
|  | --------------------------------------- | ------- | ------------------------- |
|  | Robert Abdesselam                       | EAS     | Alger-Banlieue (2e)       |
|  | Mohamed Agha-mir                        | EAS     | Orléansville (5e)         |
|  | Michel d'Aillières                      | a. IPAS | Sarthe (5e)               |
|  | Jean Albert-Sorel                       | IPAS    | Seine (4e)                |
|  | Médard Albrand                          | UNR     | Guadeloupe (1re)          |
|  | Paul Alduy                              | NI      | Pyrénées-Orientales (1re) |
|  | Édouard Alliot                          | IPAS    | Aisne (3e)                |
|  | Hamza Al-Sid-Boubakeur                  | NI      | Oasis                     |
|  | Marcel Anthonioz                        | IPAS    | Ain (2e)                  |
|  | Sourou Migan Apithy                     | a. IPAS | Dahomey                   |
|  | Étienne Arnulf                          | EAS     | Orléansville (5e)         |
|  | Pascal Arrighi                          | UNR     | Corse (1re)               |
|  | Jean-Hilaire Aubame                     | a. RPCD | Gabon                     |
|  | Marie-Magdeleine Aymé de La Chevrelière | RPCD    | Deux-Sèvres (1re)         |
|  | Ouali Azem                              | EAS     | Tizi-Ouzou (6e)           |

Haut de page
- Haut – A
- B
- C
- D
- E
- F
- G
- H
- I
- J
- K
- L
- M
- N
- O
- P
- Q
- R
- S
- T
- U
- V
- W
- X
- Y
- Z

## B
|  | Nom                       | Groupe  | Circonscription        |
|  | ------------------------- | ------- | ---------------------- |
|  | Robert Ballanger          | PCF     | Seine-et-Oise (9e)     |
|  | Mohamed Baouya            | EAS     | Orléansville (5e)      |
|  | Mohamed Barboucha         | EAS     | Philippeville (14e)    |
|  | Noël Barrot               | RPCD    | Haute-Loire (1re)      |
|  | Pierre Battesti           | UNR     | Seine-et-Marne (5e)    |
|  | Pierre Baudis             | IPAS    | Haute-Garonne (2e)     |
|  | Jean Baylot               | IPAS    | Seine (17e)            |
|  | Raoul Bayou               | SFIO    | Hérault (5e)           |
|  | Maurice Bayrou            | UNR     | Moyen-Congo - Gabon    |
|  | André Beauguitte          | NI      | Meuse (2e)             |
|  | Paul Béchard              | SFIO    | Gard (4e)              |
|  | Georges Becker            | UNR     | Doubs (2e)             |
|  | Paul Bécue                | UNR     | Nord (23e)             |
|  | Mohamed Bedredine         | EAS     | Philippeville (14e)    |
|  | André Bégouin             | IPAS    | Charente-Maritime (4e) |
|  | Camille Bégué             | UNR     | Tarn-et-Garonne (2e)   |
|  | Mohamed-Kébir Békri       | EAS     | Oran-Campagne (8e)     |
|  | Slimane Belabed           | EAS     | Tlemcen (9e)           |
|  | François Bénard           | UNR     | Oise (5e)              |
|  | Jean Bénard-Mousseaux     | IPAS    | Indre (3e)             |
|  | Ali Bendjelida            | NI      | Sétif (17e)            |
|  | Benalia Benelkadi         | IPAS    | Médéa (4e)             |
|  | Abdelmadjid Benhacine     | EAS     | Constantine (13e)      |
|  | Khelil Benhalla           | EAS     | Sétif (17e)            |
|  | Pierre de Bénouville      | UNR     | Ille-et-Vilaine (5e)   |
|  | Cheikh Benssedick         | EAS     | Mascara (11e)          |
|  | Jacques Bérard            | UNR     | Vaucluse (3e)          |
|  | Henry Bergasse            | IPAS    | Bouches-du-Rhône (1re) |
|  | Jean Bernasconi           | UNR     | Seine (27e)            |
|  | Djelloul Berrouaïne       | EAS     | Oran-Campagne (8e)     |
|  | Robert Besson             | UNR     | Landes (1re)           |
|  | André Bettencourt         | IPAS    | Seine-Maritime (5e)    |
|  | Jean-Baptiste Biaggi      | UNR     | Seine (14e)            |
|  | Georges Bidault           | NI      | Loire (6e)             |
|  | Albert Bignon             | UNR     | Charente-Maritime (2e) |
|  | René Billères             | NI      | Hautes-Pyrénées (1re)  |
|  | François Billoux          | PCF     | Bouches-du-Rhône (4e)  |
|  | Robert Bisson             | UNR     | Calvados (2e)          |
|  | Maurice Blin              | RPCD    | Ardennes (2e)          |
|  | Baréma Bocoum             | NI      | Soudan                 |
|  | Barthélemy Boganda        | NI      | Oubangui-Chari - Tchad |
|  | Jean Boinvilliers         | UNR     | Cher (2e)              |
|  | Raymond Boisdé            | IPAS    | Cher (1re)             |
|  | Nazi Boni                 | a. RPCD | Haute-Volta            |
|  | Christian Bonnet          | RPCD    | Morbihan (2e)          |
|  | Georges Bonnet            | ED      | Dordogne (3e)          |
|  | André Bord                | UNR     | Bas-Rhin (2e)          |
|  | Edmond Borocco            | UNR     | Haut-Rhin (1re)        |
|  | Roland Boscary-Monsservin | IPAS    | Aveyron (1re)          |
|  | Michel Boscher            | UNR     | Seine-et-Oise (14e)    |
|  | Charles Bosson            | RPCD    | Haute-Savoie (1re)     |
|  | Kheira Bouabsa            | EAS     | Mascara (11e)          |
|  | Saïd Boualam              | EAS     | Orléansville (5e)      |
|  | Ernest Bouchet            | UNR     | Vienne (2e)            |
|  | Roland Boudet             | UNR     | Orne (2e)              |
|  | Mohamed Boudi             | NI      | Oasis                  |
|  | Hachmi Boudjedir          | EAS     | Constantine (13e)      |
|  | Belaïd Bouhadjera         | EAS     | Constantine (13e)      |
|  | Raymond Bouillol          | IPAS    | Isère (6e)             |
|  | Paul Boulet               | UNR     | Nièvre (2e)            |
|  | Robert Boulin             | UNR     | Gironde (9e)           |
|  | Mohamed Boulsane          | NI      | Philippeville (14e)    |
|  | Pierre Bourdellès         | ED      | Côtes-du-Nord (5e)     |
|  | Georges Bourgeois         | UNR     | Haut-Rhin (2e)         |
|  | Pierre Bourgeois          | SFIO    | Allier (2e)            |
|  | Pierre-Louis Bourgoin     | UNR     | Seine (12e)            |
|  | Gabriel Bourgund          | UNR     | Haute-Marne (1re)      |
|  | Clément Bourne            | IPAS    | Isère (4e)             |
|  | Georges Bourriquet        | UNR     | Seine (29e)            |
|  | Ahmed Boutalbi            | EAS     | Bougie (18e)           |
|  | Jacques Boutard           | SFIO    | Haute-Vienne (2e)      |
|  | Louis Bréchard            | IPAS    | Rhône (10e)            |
|  | Georges Brice             | UNR     | Nord (5e)              |
|  | Edmond Bricout            | UNR     | Aisne (2e)             |
|  | Louis Briot               | UNR     | Aube (1re)             |
|  | Patrice Brocas            | ED      | Gers (1re)             |
|  | Jean de Broglie           | IPAS    | Eure (1re)             |
|  | Louis Bruelle             | EAS     | Madagascar             |
|  | André Brugerolle          | a. IPAS | Charente-Maritime (3e) |
|  | Henri-François Buot       | UNR     | Calvados (1re)         |
|  | André Burlot              | RPCD    | Loir-et-Cher (1re)     |
|  | Gilbert Buron             | UNR     | Indre-et-Loire (3e)    |
|  | Robert Buron              | RPCD    | Mayenne (1re)          |

Haut de page
- Haut – A
- B
- C
- D
- E
- F
- G
- H
- I
- J
- K
- L
- M
- N
- O
- P
- Q
- R
- S
- T
- U
- V
- W
- X
- Y
- Z

## C
|  | Nom                        | Groupe | Circonscription          |
|  | -------------------------- | ------ | ------------------------ |
|  | Armand Cachat              | UNR    | Seine-et-Oise (13e)      |
|  | René Caillaud              | NI     | Indre (2e)               |
|  | Henri Caillemer            | IPAS   | Vendée (2e)              |
|  | Robert Calméjane           | UNR    | Seine (43e)              |
|  | Alexandre Camino           | UNR    | Basses-Pyrénées (3e)     |
|  | Edme Canat                 | EAS    | Constantine (13e)        |
|  | René Cance                 | PCF    | Seine-Maritime (7e)      |
|  | Pierre Carous              | UNR    | Nord (19e)               |
|  | Roland Carter              | UNR    | Seine (38e)              |
|  | Gabriel de Carville        | IPAS   | Manche (1re)             |
|  | René Cassagne              | SFIO   | Gironde (4e)             |
|  | Maurice Cassez             | RPCD   | Pas-de-Calais (9e)       |
|  | Albert Catalifaud          | UNR    | Aisne (4e)               |
|  | Justin Catayée             | NI     | Guyane (2e)              |
|  | René Cathala               | UNR    | Haute-Garonne (1re)      |
|  | Télesphore Caudron         | SFIO   | Pas-de-Calais (2e)       |
|  | Paul Cermolacce            | PCF    | Bouches-du-Rhône (7e)    |
|  | Marcel Cerneau             | NI     | La Réunion (3e)          |
|  | Aimé Césaire               | NI     | Martinique (2e)          |
|  | Jacques Chaban-Delmas      | UNR    | Gironde (2e)             |
|  | Jean Chamant               | IPAS   | Yonne (2e)               |
|  | André Chandernagor         | SFIO   | Creuse (2e)              |
|  | Jean-Yves Chapalain        | UNR    | Sarthe (1re)             |
|  | Noël Chapuis               | NI     | Isère (5e)               |
|  | André Chareyre             | IPAS   | Ardèche (1re)            |
|  | Pierre Charié              | UNR    | Loiret (3e)              |
|  | René Charpentier           | RPCD   | Marne (4e)               |
|  | Édouard Charret            | UNR    | Rhône (6e)               |
|  | Joseph Charvet             | IPAS   | Rhône (8e)               |
|  | Victor Chatenay            | UNR    | Maine-et-Loire (1re)     |
|  | Augustin Chauvet           | ED     | Cantal (1re)             |
|  | Guy Chavanne               | UNR    | Seine-et-Marne (2e)      |
|  | Jean-Louis Chazelle        | RPCD   | Loire (1re)              |
|  | Said Mohamed Cheikh        | UNR    | Comores                  |
|  | Abdelbaki Chibi            | EAS    | Bône (16e)               |
|  | Charles Chopin             | IPAS   | Pas-de-Calais (3e)       |
|  | François Clamens           | ED     | Aude (3e)                |
|  | Valère Clément             | NI     | La Réunion (2e)          |
|  | Alfred Clerget             | UNR    | Haute-Saône (2e)         |
|  | Marcel Clermontel          | UNR    | Puy-de-Dôme (1re)        |
|  | Michel Colinet             | IPAS   | Ardennes (1re)           |
|  | Henri Collette             | UNR    | Pas-de-Calais (6e)       |
|  | Henri Collomb              | IPAS   | Rhône (2e)               |
|  | Henri Colonna              | EAS    | Tizi-Ouzou (6e)          |
|  | Charles Colonna d'Anfriani | IPAS   | Bouches-du-Rhône (3e)    |
|  | Jean-Marie Commenay        | RPCD   | Landes (3e)              |
|  | Pierre Comte-Offenbach     | UNR    | Loir-et-Cher (2e)        |
|  | Georges Mahaman Condat     | RPCD   | Niger                    |
|  | Joseph Conombo             | RPCD   | Haute-Volta              |
|  | Arthur Conte               | SFIO   | Pyrénées-Orientales (2e) |
|  | Bernard Cornut-Gentille    | UNR    | Alpes-Maritimes (5e)     |
|  | Paul Coste-Floret          | RPCD   | Hérault (2e)             |
|  | Georges Coudray            | RPCD   | Ille-et-Vilaine (6e)     |
|  | Pierre Coulon              | IPAS   | Allier (4e)              |
|  | Jean Coumaros              | UNR    | Moselle (6e)             |
|  | Pierre Courant             | IPAS   | Seine-Maritime (6e)      |
|  | Jean Crouan                | IPAS   | Finistère (6e)           |
|  | Michel Crucis              | IPAS   | Vendée (1re)             |

Haut de page
- Haut – A
- B
- C
- D
- E
- F
- G
- H
- I
- J
- K
- L
- M
- N
- O
- P
- Q
- R
- S
- T
- U
- V
- W
- X
- Y
- Z

## D
|  | Nom                      | Groupe  | Circonscription            |
|  | ------------------------ | ------- | -------------------------- |
|  | Pierre Dalainzy          | a. IPAS | Meurthe-et-Moselle (4e)    |
|  | Jean-Claude Dalbos       | UNR     | Gironde (6e)               |
|  | Auguste Damette          | UNR     | Nord (13e)                 |
|  | Philippe Danilo          | UNR     | Rhône (7e)                 |
|  | Fernand Darchicourt      | SFIO    | Pas-de-Calais (14e)        |
|  | Henri Darras             | SFIO    | Pas-de-Calais (12e)        |
|  | Marcel Dassault          | UNR     | Oise (1re)                 |
|  | Jean-Paul David          | NI      | Seine-et-Oise (18e)        |
|  | Jean-Robert Debray       | IPAS    | Seine (18e)                |
|  | Jean Degraeve            | UNR     | Marne (13e)                |
|  | René Dejean              | SFIO    | Ariège (2e)                |
|  | Marcelle Delabie         | ED      | Somme (3e)                 |
|  | Jean Delachenal          | IPAS    | Savoie (1re)               |
|  | Louis Delaporte          | IPAS    | Seine-Maritime (9e)        |
|  | Léon Delbecque           | UNR     | Nord (3e)                  |
|  | Charles Delesalle        | ED      | Pas-de-Calais (4e)         |
|  | Gérard Deliaune          | UNR     | Gironde (10e)              |
|  | Jean Delrez              | RPCD    | Moselle (3e)               |
|  | Bertrand Denis           | IPAS    | Mayenne (3e)               |
|  | Ernest Denis             | UNR     | Nord (18e)                 |
|  | Albert Denvers           | SFIO    | Nord (11e)                 |
|  | Mustapha Deramchi        | EAS     | Mostaganem (10e)           |
|  | Louis Deschizeaux        | SFIO    | Indre (1re)                |
|  | Jean Deshors             | IPAS    | Haute-Loire (2e)           |
|  | Edmond Desouches         | ED      | Eure-et-Loir (1re)         |
|  | Marcelle Devaud          | UNR     | Seine (36e)                |
|  | Roger Devemy             | RPCD    | Meurthe-et-Moselle (6e)    |
|  | Gilbert Devèze           | IPAS    | Aisne (1re)                |
|  | Marcel Deviq             | EAS     | Oasis                      |
|  | Mamadou Dia              | a. RPCD | Sénégal                    |
|  | Hammadoun Dicko          | RPCD    | Soudan                     |
|  | Marie-Madeleine Dienesch | RPCD    | Côtes-du-Nord (3e)         |
|  | Michel Diéras            | ED      | Dordogne (4e)              |
|  | Roger Diet               | UNR     | Basses-Alpes (1re)         |
|  | André Diligent           | RPCD    | Nord (8e)                  |
|  | Hamani Diori             | NI      | Niger                      |
|  | Joseph Dixmier           | IPAS    | Puy-de-Dôme (5e)           |
|  | Ahmed Djebbour           | EAS     | Alger-Ville (1re)          |
|  | Mohamed-Lakhdar Djouini  | EAS     | Bône (16e)                 |
|  | Carlos Dolez             | RPCD    | Nord (14e)                 |
|  | Gabriel Domenech         | a. RPCD | Basses-Alpes (2e)          |
|  | Henri Dorey              | RPCD    | Territoire de Belfort (2e) |
|  | Jean Doublet             | IPAS    | Somme (2e)                 |
|  | Jacques Douzans          | ED      | Haute-Garonne (5e)         |
|  | Daniel Dreyfous-Ducas    | UNR     | Seine (51e)                |
|  | Raymond Dronne           | UNR     | Sarthe (3e)                |
|  | Jean Drouot-L'Hermine    | UNR     | Seine-et-Oise (7e)         |
|  | Émile Dubuis             | RPCD    | Ain (3e)                   |
|  | Fernand Duchâteau        | SFIO    | Nord (20e)                 |
|  | Edmond Duchesne          | a. IPAS | Calvados (3e)              |
|  | Hippolyte Ducos          | ED      | Haute-Garonne (6e)         |
|  | Henri Duflot             | UNR     | Pas-de-Calais (2e)         |
|  | Pierre Dufour            | IPAS    | Saône-et-Loire (2e)        |
|  | Pierre Dumas             | UNR     | Savoie (3e)                |
|  | Jeannil Dumortier        | SFIO    | Pas-de-Calais (5e)         |
|  | Henri Durand             | IPAS    | Drôme (3e)                 |
|  | Marius Durbet            | UNR     | Nièvre (1re)               |
|  | Jean Durroux             | SFIO    | Ariège (1re)               |
|  | Roger Dusseaulx          | UNR     | Seine-Maritime (1re)       |
|  | Henri Duterne            | UNR     | Nord (2e)                  |
|  | Charles Dutheil          | RPCD    | Aveyron (3e)               |
|  | Roger Duveau             | NI      | Madagascar                 |
|  | Henri Duvillard          | UNR     | Loiret (1re)               |

Haut de page
- Haut – A
- B
- C
- D
- E
- F
- G
- H
- I
- J
- K
- L
- M
- N
- O
- P
- Q
- R
- S
- T
- U
- V
- W
- X
- Y
- Z

## E
|  | Nom              | Groupe     | Circonscription      |
|  | ---------------- | ---------- | -------------------- |
|  | Guy Ébrard       | ED         | Basses-Pyrénées (2e) |
|  | Albert Ehm       | a. UNR     | Bas-Rhin (4e)        |
|  | Arabi El Goni    | UNR        | Tchad                |
|  | Gabriel Escudier | a. UNR     | Var (1re)            |
|  | Just Évrard      | Socialiste | Pas-de-Calais (11e)  |

Haut de page
- Haut – A
- B
- C
- D
- E
- F
- G
- H
- I
- J
- K
- L
- M
- N
- O
- P
- Q
- R
- S
- T
- U
- V
- W
- X
- Y
- Z

## F
|  | Nom                     | Groupe  | Circonscription       |
|  | ----------------------- | ------- | --------------------- |
|  | Henri Fabre             | UNR     | Var (3e)              |
|  | Marcel Falala           | UNR     | Marne (2e)            |
|  | André Fanton            | UNR     | Seine (9e)            |
|  | Jehan Faulquier         | IPAS    | Nièvre (3e)           |
|  | Maurice Faure           | NI      | Lot (1re)             |
|  | Jean Félix-Tchicaya     | a. RPCD | Moyen-Congo           |
|  | Jacques Féron           | IPAS    | Seine (6e)            |
|  | Pierre Ferri            | IPAS    | Seine (22e)           |
|  | Gaston Feuillard        | IPAS    | Guadeloupe (3e)       |
|  | Jean Filliol            | UNR     | Corrèze (2e)          |
|  | Joseph Fontanet         | RPCD    | Savoie (2e)           |
|  | Pierre Forest           | SFIO    | Nord (22e)            |
|  | Jacques Fouchier        | IPAS    | Deux-Sèvres (2e)      |
|  | Henri Fouques-Duparc    | UNR     | Oran-Ville (7e)       |
|  | Jacques Fourcade        | IPAS    | Hautes-Pyrénées (2e)  |
|  | Louis Fourmond          | RPCD    | Mayenne (2e)          |
|  | Jean Fraissinet         | IPAS    | Bouches-du-Rhône (2e) |
|  | Édouard Frédéric-Dupont | IPAS    | Seine (5e)            |
|  | Henri Fréville          | RPCD    | Ille-et-Vilaine (1re) |
|  | Joseph Frys             | UNR     | Nord (7e)             |
|  | Roger Fulchiron         | IPAS    | Rhône (5e)            |

Haut de page
- Haut – A
- B
- C
- D
- E
- F
- G
- H
- I
- J
- K
- L
- M
- N
- O
- P
- Q
- R
- S
- T
- U
- V
- W
- X
- Y
- Z

## G
|  | Nom                        | Groupe | Circonscription            |
|  | -------------------------- | ------ | -------------------------- |
|  | Pierre Gabelle             | RPCD   | Loiret (2e)                |
|  | Makhlouf Gahlam            | NI     | Médéa (4e)                 |
|  | Félix Gaillard             | ED     | Charente (2e)              |
|  | Pierre Gamel               | UNR    | Gard (1re)                 |
|  | Jean Garnier               | UNR    | Saône-et-Loire (3e)        |
|  | Robert Garraud             | UNR    | Hautes-Alpes (2e)          |
|  | André Gauthier             | ED     | Isère (3e)                 |
|  | Jacques Gavini             | IPAS   | Corse (2e)                 |
|  | Raymond Gernez             | SFIO   | Nord (16e)                 |
|  | Valéry Giscard d'Estaing   | IPAS   | Puy-de-Dôme (2e)           |
|  | Pierre Godefroy            | UNR    | Manche (4e)                |
|  | Paul Godonnèche            | IPAS   | Puy-de-Dôme (3e)           |
|  | Hassan Gouled              | UNR    | Côte française des Somalis |
|  | Lucien de Gracia           | UNR    | Gironde (7e)               |
|  | Jean Allard de Grandmaison | IPAS   | Loire-Atlantique (8e)      |
|  | Yvon Grasset               | UNR    | Tlemcen (9e)               |
|  | Pierre Grasset-Morel       | IPAS   | Hérault (1re)              |
|  | Fernand Grenier            | PCF    | Seine (40e)                |
|  | Jean-Marie Grenier         | UNR    | Vosges (3e)                |
|  | Robert Grèverie            | IPAS   | Seine-Maritime (8e)        |
|  | François Grussenmeyer      | UNR    | Bas-Rhin (7e)              |
|  | Ali Guettaf                | EAS    | Blida (3e)                 |
|  | Pierre de Bénouville       | IPAS   | Pas-de-Calais (8e)         |
|  | Paul Guillon               | a. UNR | Vienne (1re)               |
|  | Henri Guissou              | NI     | Haute-Volta                |
|  | Antoine Guitton            | IPAS   | Vendée (4e)                |
|  | Charles Guthmüller         | ED     | Vosges (1re)               |

Haut de page
- Haut – A
- B
- C
- D
- E
- F
- G
- H
- I
- J
- K
- L
- M
- N
- O
- P
- Q
- R
- S
- T
- U
- V
- W
- X
- Y
- Z

## H
|  | Nom                    | Groupe | Circonscription       |
|  | ---------------------- | ------ | --------------------- |
|  | Michel Habib-Deloncle  | UNR    | Seine (20e)           |
|  | Émile Halbout          | RPCD   | Orne (3e)             |
|  | Yves du Halgouët       | IPAS   | Morbihan (4e)         |
|  | Raymond Hanin          | IPAS   | Haute-Marne (2e)      |
|  | Noureddine Hassani     | EAS    | Batna (2e)            |
|  | Robert Hauret          | UNR    | Maine-et-Loire (4e)   |
|  | Pierre Hénault         | IPAS   | Manche (2e)           |
|  | Robert Hersant         | NI     | Oise (3e)             |
|  | Claude Heuillard       | NI     | Seine-Maritime (10e)  |
|  | Michel Hoguet          | a. UNR | Eure-et-Loir (3e)     |
|  | René Hostache          | UNR    | Bouches-du-Rhône (9e) |
|  | Félix Houphouët-Boigny | NI     | Côte d'Ivoire         |

Haut de page
- Haut – A
- B
- C
- D
- E
- F
- G
- H
- I
- J
- K
- L
- M
- N
- O
- P
- Q
- R
- S
- T
- U
- V
- W
- X
- Y
- Z

## I
|  | Nom               | Groupe | Circonscription |
|  | ----------------- | ------ | --------------- |
|  | Mohamed Ihaddaden | EAS    | Bougie (18e)    |
|  | Paul Ihuel        | RPCD   | Morbihan (6e)   |
|  | Ahcène Ioualalen  | EAS    | Tizi-Ouzou (6e) |

Haut de page
- Haut – A
- B
- C
- D
- E
- F
- G
- H
- I
- J
- K
- L
- M
- N
- O
- P
- Q
- R
- S
- T
- U
- V
- W
- X
- Y
- Z

## J
|  | Nom                  | Groupe | Circonscription         |
|  | -------------------- | ------ | ----------------------- |
|  | Marc Jacquet         | UNR    | Seine-et-Marne (1re)    |
|  | Michel Jacquet       | IPAS   | Loire (7e)              |
|  | Louis Jacquinot      | IPAS   | Meuse (1re)             |
|  | William Jacson       | UNR    | Meurthe-et-Moselle (2e) |
|  | Louis Jaillon        | RPCD   | Jura (2e)               |
|  | Michel Jamot         | UNR    | Seine-et-Oise (2e)      |
|  | François Japiot      | IPAS   | Côte-d'Or (2e)          |
|  | Guy Jarrosson        | IPAS   | Rhône (4e)              |
|  | André Jarrot         | UNR    | Saône-et-Loire (4e)     |
|  | Henri Jouault        | IPAS   | Ille-et-Vilaine (2e)    |
|  | Louis Jouhanneau     | UNR    | Indre-et-Loire (2e)     |
|  | Raymond Joyon        | IPAS   | Puy-de-Dôme (4e)        |
|  | Michel Junot         | IPAS   | Seine (2e)              |
|  | Georges Juskiewenski | ED     | Lot (2e)                |

Haut de page
- Haut – A
- B
- C
- D
- E
- F
- G
- H
- I
- J
- K
- L
- M
- N
- O
- P
- Q
- R
- S
- T
- U
- V
- W
- X
- Y
- Z

## K
|  | Nom               | Groupe | Circonscription    |
|  | ----------------- | ------ | ------------------ |
|  | Djillali Kaddari  | EAS    | Tiaret (12e)       |
|  | Mourad Kaouah     | EAS    | Alger-Ville (1re)  |
|  | Henri Karcher     | UNR    | Seine (21e)        |
|  | Modibo Keïta      | NI     | Soudan             |
|  | Yves de Kervéguen | UNR    | Seine-et-Oise (8e) |
|  | Rebiha Khebtani   | EAS    | Sétif (17e)        |
|  | Sadok Khorsi      | NI     | Tizi-Ouzou (6e)    |
|  | Félix Kir         | IPAS   | Côte-d'Or (1re)    |
|  | Georges Kuntz     | RPCD   | Bas-Rhin (6e)      |

Haut de page
- Haut – A
- B
- C
- D
- E
- F
- G
- H
- I
- J
- K
- L
- M
- N
- O
- P
- Q
- R
- S
- T
- U
- V
- W
- X
- Y
- Z

## L
|  | Nom                           | Groupe | Circonscription                          |
|  | ----------------------------- | ------ | ---------------------------------------- |
|  | Claude Labbé                  | UNR    | Seine-et-Oise (1re)                      |
|  | André Lacaze                  | IPAS   | Charente-Maritime (5e)                   |
|  | René la Combe                 | UNR    | Maine-et-Loire (6e)                      |
|  | Alain de Lacoste-Lareymondie  | IPAS   | Charente-Maritime (1re)                  |
|  | Antoine Lacroix               | SFIO   | Seine (52e)                              |
|  | Pierre Laffont                | UNR    | Oran-Campagne (8e)                       |
|  | Pierre Lagaillarde            | NI     | Alger-Ville (1re)                        |
|  | Jean Lainé                    | IPAS   | Eure (2e)                                |
|  | Albert Lalle                  | IPAS   | Côte-d'Or (5e)                           |
|  | Bernard Lambert               | RPCD   | Loire-Atlantique (5e)                    |
|  | Gabriel Lapeyrusse            | UNR    | Lot-et-Garonne (1re)                     |
|  | Mohamed Laradji               | EAS    | Blida (3e)                               |
|  | Tony Larue                    | SFIO   | Seine-Maritime (2e)                      |
|  | Hervé Laudrin                 | a. UNR | Morbihan (3e)                            |
|  | Dominique-Antoine Laurelli    | UNR    | Saint-Pierre-et-Miquelon                 |
|  | Bernard Laurent               | RPCD   | Aube (3e)                                |
|  | René-Georges Laurin           | UNR    | Var (2e)                                 |
|  | Marc Lauriol                  | EAS    | Alger-Banlieue (2e)                      |
|  | Jacques Lavigne               | UNR    | Gironde (3e)                             |
|  | Édouard Lebas                 | NI     | Manche (3e)                              |
|  | René Le Bault de La Morinière | UNR    | Maine-et-Loire (5e)                      |
|  | René Lecocq                   | UNR    | Nord (9e)                                |
|  | Robert Lecourt                | RPCD   | Hautes-Alpes (1re)                       |
|  | Bernard Le Douarec            | UNR    | Loire-Atlantique (7e)                    |
|  | Jean Le Duc                   | IPAS   | Finistère (4e)                           |
|  | René Leduc                    | UNR    | Seine-et-Oise (4e)                       |
|  | Francis Leenhardt             | SFIO   | Bouches-du-Rhône (6e)                    |
|  | Olivier d'Ormesson            | IPAS   | Seine-et-Oise (16e)                      |
|  | Jean Legaret                  | IPAS   | Seine (1re)                              |
|  | Jean Legendre                 | IPAS   | Oise (2e)                                |
|  | Armand Legroux                | EAS    | Mascara (11e)                            |
|  | Alain Le Guen                 | RPCD   | Côtes-du-Nord (4e)                       |
|  | Max Lejeune                   | SFIO   | Somme (4e)                               |
|  | Maurice Lemaire               | UNR    | Vosges (2e)                              |
|  | Louis Le Montagner            | IPAS   | Morbihan (5e)                            |
|  | Maurice Lenormand             | RPCD   | Nouvelle-Calédonie et Nouvelles-Hébrides |
|  | Jean-Marie Le Pen             | IPAS   | Seine (3e)                               |
|  | Jean-Charles Lepidi           | UNR    | Seine (8e)                               |
|  | Jacques Le Roy Ladurie        | IPAS   | Calvados (5e)                            |
|  | Joël Le Tac                   | UNR    | Seine (26e)                              |
|  | Joël Le Theule                | UNR    | Sarthe (4e)                              |
|  | Albert Liogier                | UNR    | Ardèche (3e)                             |
|  | Émile Liquard                 | UNR    | Gironde (5e)                             |
|  | Gabriel Lisette               | NI     | Tchad                                    |
|  | Jean Lolive                   | PCF    | Seine (44e)                              |
|  | Georges Lombard               | IPAS   | Finistère (2e)                           |
|  | Louis Longequeue              | SFIO   | Haute-Vienne (3e)                        |
|  | Henri Longuet                 | ED     | Seine-et-Oise (15e)                      |
|  | François Lopez                | UNR    | Oran-Ville (7e)                          |
|  | Émile Luciani                 | UNR    | Somme (5e)                               |
|  | Cerf Lurie                    | UNR    | Hérault (3e)                             |
|  | Étienne Lux                   | RPCD   | Bas-Rhin (3e)                            |

Haut de page
- Haut – A
- B
- C
- D
- E
- F
- G
- H
- I
- J
- K
- L
- M
- N
- O
- P
- Q
- R
- S
- T
- U
- V
- W
- X
- Y
- Z

## M
|  | Nom                       | Groupe  | Circonscription                 |
|  | ------------------------- | ------- | ------------------------------- |
|  | Hubert Maga               | a. RPCD | Dahomey                         |
|  | Mahmoud Harbi             | NI      | Côte française des Somalis (2e) |
|  | Pierre Mahias             | ED      | Loir-et-Cher (3e)               |
|  | Louis Maillot             | UNR     | Doubs (3e)                      |
|  | Paul Mainguy              | UNR     | Seine (53e)                     |
|  | René Malbrant             | UNR     | Oubangui-Chari-Tchad            |
|  | Christian de La Malène    | UNR     | Seine (16e)                     |
|  | Ali Mallem                | UNR     | Batna (15e)                     |
|  | Jacques Malleville        | UNR     | Seine (10e)                     |
|  | Hafid Maloum              | EAS     | Bougie (18e)                    |
|  | Philippe Marçais          | EAS     | Alger-Banlieue (2e)             |
|  | Raymond Marcellin         | IPAS    | Morbihan (1re)                  |
|  | Albert Marcenet           | UNR     | Seine (31e)                     |
|  | Pascal Marchetti          | UNR     | Bouches-du-Rhône (8e)           |
|  | Paul Maridet              | UNR     | Allier (1re)                    |
|  | André Marie               | NI      | Seine-Maritime (4e)             |
|  | Pierre Mariotte           | IPAS    | Saône-et-Loire (1re)            |
|  | Louis Marquaire           | EAS     | Blida (3e)                      |
|  | Madeleine Martinache      | UNR     | Nord (4e)                       |
|  | Michel Maurice-Bokanowski | UNR     | Seine (2e)                      |
|  | Félix Mayer               | a. RPCD | Moselle (5e)                    |
|  | Jacques Maziol            | UNR     | Haute-Garonne (3e)              |
|  | Henri Mazo                | UNR     | Vaucluse (1re)                  |
|  | Paul Mazurier             | SFIO    | Seine-et-Oise (10e)             |
|  | Henri Meck                | RPCD    | Bas-Rhin (5e)                   |
|  | Jean Médecin              | ED      | Alpes-Maritimes (2e)            |
|  | Alexis Méhaignerie        | RPCD    | Ille-et-Vilaine (3e)            |
|  | René Mekki                | UNR     | Oran-Ville (7e)                 |
|  | Amédée Mercier            | SFIO    | Ain (1re)                       |
|  | Khaddour Messaoudi        | NI      | Médéa (4e)                      |
|  | Louis Michaud             | RPCD    | Vendée (3e)                     |
|  | André Mignot              | IPAS    | Seine-et-Oise (5e)              |
|  | Paul Mirguet              | UNR     | Moselle (2e)                    |
|  | Jean Miriot               | UNR     | Rhône (1re)                     |
|  | François Missoffe         | UNR     | Seine (24e)                     |
|  | René Moatti               | UNR     | Seine (7e)                      |
|  | René Mocquiaux            | UNR     | Seine-et-Marne (3e)             |
|  | Maurice Molinet           | EAS     | Bougie (18e)                    |
|  | Guy Mollet                | SFIO    | Pas-de-Calais (1re)             |
|  | Raymond Mondon            | IPAS    | Moselle (1re)                   |
|  | Pierre Monnerville        | SFIO    | Guadeloupe (2e)                 |
|  | Max Montagne              | UNR     | Jura (1re)                      |
|  | Rémy Montagne             | ED      | Eure (3e)                       |
|  | Jean Montalat             | SFIO    | Corrèze (1re)                   |
|  | Eugène Montel             | SFIO    | Haute-Garonne (4e)              |
|  | Pierre de Montesquiou     | ED      | Gers (2e)                       |
|  | Fred Moore                | UNR     | Somme (1re)                     |
|  | Max Moras                 | UNR     | Landes (2e)                     |
|  | Léopold Morel,            | EAS     | Philippeville (14e)             |
|  | Jean-Marie Morisse        | UNR     | Seine-Maritime (3e)             |
|  | Bertrand Motte            | IPAS    | Nord (1re)                      |
|  | Abbès Moulessehoul        | EAS     | Tlemcen (9e)                    |
|  | Arthur Moulin             | UNR     | Nord (21e)                      |
|  | André Moynet              | IPAS    | Saône-et-Loire (5e)             |
|  | Émile Muller              | SFIO    | Haut-Rhin (4e)                  |

Haut de page
- Haut – A
- B
- C
- D
- E
- F
- G
- H
- I
- J
- K
- L
- M
- N
- O
- P
- Q
- R
- S
- T
- U
- V
- W
- X
- Y
- Z

## N
|  | Nom              | Groupe | Circonscription         |
|  | ---------------- | ------ | ----------------------- |
|  | Hervé Nader      | UNR    | Finistère (1re)         |
|  | Lucien Neuwirth  | UNR    | Loire (2e)              |
|  | Maurice Nilès    | PCF    | Seine (42e)             |
|  | Roger Noiret     | UNR    | Ardennes (3e)           |
|  | Joseph Nou       | UNR    | Meurthe-et-Moselle (7e) |
|  | Roland Nungesser | UNR    | Seine (47e)             |

Haut de page
- Haut – A
- B
- C
- D
- E
- F
- G
- H
- I
- J
- K
- L
- M
- N
- O
- P
- Q
- R
- S
- T
- U
- V
- W
- X
- Y
- Z

## O
|  | Nom                     | Groupe | Circonscription       |
|  | ----------------------- | ------ | --------------------- |
|  | Tetuaapua Pouvanaa Oopa | RPCD   | Polynésie française   |
|  | Henry Orrion            | IPAS   | Loire-Atlantique (2e) |
|  | Louis Orvoën            | RPCD   | Finistère (8e)        |
|  | Gérard Ouédraogo        | RPCD   | Haute-Volta           |

Haut de page
- Haut – A
- B
- C
- D
- E
- F
- G
- H
- I
- J
- K
- L
- M
- N
- O
- P
- Q
- R
- S
- T
- U
- V
- W
- X
- Y
- Z

## P
|  | Nom                        | Groupe | Circonscription        |
|  | -------------------------- | ------ | ---------------------- |
|  | Denis Padovani             | SFIO   | Bouches-du-Rhône (10e) |
|  | Jean-Paul Palewski         | UNR    | Seine-et-Oise (3e)     |
|  | Francis Palmero            | ED     | Alpes-Maritimes (4e)   |
|  | Aimé Paquet                | IPAS   | Isère (1re)            |
|  | Pierre Pasquini            | UNR    | Alpes-Maritimes (1re)  |
|  | Jacqueline Thome-Patenôtre | ED     | Seine-et-Oise (17e)    |
|  | Narcisse Pavot             | SFIO   | Nord (17e)             |
|  | Jean Pécastaing            | UNR    | Seine (25e)            |
|  | Achille Peretti            | UNR    | Seine (34e)            |
|  | François Perrin            | IPAS   | Isère (7e)             |
|  | Joseph Perrin              | UNR    | Haut-Rhin (3e)         |
|  | Gaston Perrot              | UNR    | Yonne (3e)             |
|  | Eugène Claudius-Petit      | ED     | Loire (4e)             |
|  | Alain Peyrefitte           | UNR    | Seine-et-Marne (4e)    |
|  | Claude Peyret              | UNR    | Vienne (3e)            |
|  | Michel Peytel              | UNR    | Seine (49e)            |
|  | Edmond Pezé                | UNR    | Seine (35e)            |
|  | Pierre Pflimlin            | RPCD   | Bas-Rhin (8e)          |
|  | Joseph Philippe            | RPCD   | Haute-Savoie (3e)      |
|  | Georges Pianta             | IPAS   | Haute-Savoie (2e)      |
|  | Maurice Pic                | SFIO   | Drôme (2e)             |
|  | Pierre Picard              | UNR    | Seine-et-Oise (11e)    |
|  | Olivier de Pierrebourg     | NI     | Creuse (1re)           |
|  | André Pigeot               | EAS    | Saoura                 |
|  | Paul Pillet                | ED     | Loire (5e)             |
|  | Antoine Pinay              | IPAS   | Loire (3e)             |
|  | Roger Pinoteau             | IPAS   | Seine (30e)            |
|  | Joseph Pinvidic            | IPAS   | Finistère (5e)         |
|  | René Plazanet              | UNR    | Seine (55e)            |
|  | René Pleven                | ED     | Côtes-du-Nord (2e)     |
|  | Fernand Poignant           | SFIO   | Sarthe (2e)            |
|  | Pierre Portolano           | EAS    | Bône (16e)             |
|  | Jean Poudevigne            | IPAS   | Gard (2e)              |
|  | Gabriel de Poulpiquet      | UNR    | Finistère (3e)         |
|  | Raymond Poutier            | UNR    | Seine (54e)            |
|  | Charles Privat             | SFIO   | Bouches-du-Rhône (11e) |
|  | Jean-Charles Privet        | SFIO   | Seine (39e)            |
|  | Jean-Pierre Profichet      | UNR    | Seine (45e)            |
|  | Pierre Puech-Samson        | EAS    | Mostaganem (10e)       |

Haut de page
- Haut – A
- B
- C
- D
- E
- F
- G
- H
- I
- J
- K
- L
- M
- N
- O
- P
- Q
- R
- S
- T
- U
- V
- W
- X
- Y
- Z

## Q
|  | Nom             | Groupe | Circonscription |
|  | --------------- | ------ | --------------- |
|  | René Quentier   | UNR    | Oise (4e)       |
|  | Antoine Quinson | IPAS   | Seine (46e)     |

Haut de page
- Haut – A
- B
- C
- D
- E
- F
- G
- H
- I
- J
- K
- L
- M
- N
- O
- P
- Q
- R
- S
- T
- U
- V
- W
- X
- Y
- Z

## R
|  | Nom                     | Groupe  | Circonscription        |
|  | ----------------------- | ------- | ---------------------- |
|  | René Radius             | UNR     | Bas-Rhin (1re)         |
|  | Zzz Rakotovelo          | a. RPCD | Madagascar             |
|  | Jacques Raphaël-Leygues | UNR     | Lot-et-Garonne (3e)    |
|  | Victor Rault            | RPCD    | Côtes-du-Nord (1re)    |
|  | Louis Raymond-Clergue   | RPCD    | Aude (1re)             |
|  | René Regaudie           | SFIO    | Haute-Vienne (1re)     |
|  | Isidore Renouard        | ED      | Ille-et-Vilaine (4e)   |
|  | Dominique Renucci       | EAS     | Batna (15e)            |
|  | Raymond Réthoré         | UNR     | Charente (1re)         |
|  | Henry Rey               | UNR     | Loire-Atlantique (1re) |
|  | Paul Reynaud            | IPAS    | Loire-Atlantique (12e) |
|  | René Ribière            | UNR     | Seine-et-Oise (12e)    |
|  | Arthur Richards         | UNR     | Gironde (1re)          |
|  | Édouard Rieunaud        | RPCD    | Tarn (1re)             |
|  | Francis Ripert          | IPAS    | Bouches-du-Rhône (5e)  |
|  | Philippe Rivain         | UNR     | Maine-et-Loire (3e)    |
|  | Joseph Rivière          | a. RPCD | Rhône (9e)             |
|  | Henri Robichon          | IPAS    | Loire-Atlantique (3e)  |
|  | Louis Roche-Defrance    | IPAS    | Ardèche (2e)           |
|  | Waldeck Rochet          | PCF     | Seine (41e)            |
|  | Marcel Roclore          | IPAS    | Côte-d'Or (4e)         |
|  | Nestor Rombeaut         | RPCD    | Loire-Atlantique (6e)  |
|  | Ferdinand Roques        | UNR     | Cher (3e)              |
|  | André Rossi             | ED      | Aisne (5e)             |
|  | André Roulland          | UNR     | Seine (32e)            |
|  | Raoul Rousseau          | UNR     | Dordogne (1re)         |
|  | Claude Roux             | UNR     | Seine (19e)            |
|  | Jean Royer              | NI      | Indre-et-Loire (1re)   |
|  | Pierre Ruais            | UNR     | Seine (28e)            |

Haut de page
- Haut – A
- B
- C
- D
- E
- F
- G
- H
- I
- J
- K
- L
- M
- N
- O
- P
- Q
- R
- S
- T
- U
- V
- W
- X
- Y
- Z

## S
|  | Nom                       | Groupe  | Circonscription             |
|  | ------------------------- | ------- | --------------------------- |
|  | Ali Saadi                 | EAS     | Tizi-Ouzou (6e)             |
|  | Victor Sablé              | ED      | Martinique (3e)             |
|  | Jean Sagette              | UNR     | Cantal (2e)                 |
|  | Brahim Sahnouni           | EAS     | Batna (15e)                 |
|  | Berrezoug Saïdi           | EAS     | Tiaret (12e)                |
|  | Said Ibrahim bin Said Ali | UNR     | Comores                     |
|  | Pierre de Sainte-Marie    | UNR     | Tarn-et-Garonne (1re)       |
|  | Xavier Salado             | EAS     | Tiaret (12e)                |
|  | Pierre Sallenave          | IPAS    | Basses-Pyrénées (1re)       |
|  | Jean Salliard du Rivault  | IPAS    | Deux-Sèvres (3e)            |
|  | Marcel Sammarcelli        | UNR     | Corse (3e)                  |
|  | André Sanglier            | IPAS    | Madagascar                  |
|  | René Sanson               | UNR     | Seine (13e)                 |
|  | Georges Santoni           | UNR     | Vaucluse (2e)               |
|  | Georges Sarazin           | UNR     | Nord (15e)                  |
|  | Ernest Schaffner          | SFIO    | Pas-de-Calais (13e)         |
|  | René Schmitt              | SFIO    | Manche (5e)                 |
|  | Raymond Schmittlein       | UNR     | Territoire de Belfort (1re) |
|  | Robert Schuman            | RPCD    | Moselle (4e)                |
|  | Maurice Schumann          | RPCD    | Nord (10e)                  |
|  | Jean Seitlinger           | RPCD    | Moselle (7e)                |
|  | Léopold Sédar Senghor     | a. RPCD | Sénégal                     |
|  | Olivier de Sesmaisons     | IPAS    | Loire-Atlantique (4e)       |
|  | Henri Sicard              | UNR     | Dordogne (2e)               |
|  | Chérif Sid Cara           | EAS     | Oran-Campagne (8e)          |
|  | Nafissa Sid Cara,         | EAS     | Alger (2e)                  |
|  | N'Diaye Sidi el Moktar    | EAS     | Mauritanie                  |
|  | Maurice-René Simonnet     | RPCD    | Drôme (1re)                 |
|  | Fily Dabo Sissoko         | NI      | Soudan                      |
|  | Roger Souchal             | UNR     | Meurthe-et-Moselle (1re)    |
|  | Jean Sourbet              | IPAS    | Gironde (8e)                |
|  | Jacques Soustelle         | UNR     | Rhône (3e)                  |
|  | Robert Szigeti            | ED      | Loiret (4e)                 |

Haut de page
- Haut – A
- B
- C
- D
- E
- F
- G
- H
- I
- J
- K
- L
- M
- N
- O
- P
- Q
- R
- S
- T
- U
- V
- W
- X
- Y
- Z

## T
|  | Nom                       | Groupe | Circonscription      |
|  | ------------------------- | ------ | -------------------- |
|  | Jean Taittinger           | a. UNR | Marne (1re)          |
|  | Julien Tardieu            | IPAS   | Seine (15e)          |
|  | Abdallah Tebib            | EAS    | Bône (16e)           |
|  | Léon Teisseire            | UNR    | Alpes-Maritimes (3e) |
|  | Henri Terré               | IPAS   | Aube (2e)            |
|  | Louis Terrenoire          | UNR    | Orne (1re)           |
|  | Édouard Thibault          | RPCD   | Gard (3e)            |
|  | Georges Thomas            | RPCD   | Moselle (8e)         |
|  | Jean-Robert Thomazo       | UNR    | Basses-Pyrénées (4e) |
|  | Edmond Thorailler         | UNR    | Eure-et-Loir (2e)    |
|  | Maurice Thorez            | PCF    | Seine (50e)          |
|  | René Tomasini             | UNR    | Eure (4e)            |
|  | Raphaël Touret            | UNR    | Seine (11e)          |
|  | Jean Toutain              | UNR    | Seine (33e)          |
|  | Albert Trébosc            | IPAS   | Aveyron (2e)         |
|  | Xavier Trellu             | RPCD   | Finistère (7e)       |
|  | Henri Trémolet de Villers | IPAS   | Lozère (2e)          |
|  | Raymond Triboulet         | UNR    | Calvados (4e)        |
|  | Philibert Tsiranana       | SFIO   | Madagascar           |
|  | Jean Turc                 | IPAS   | Maine-et-Loire (2e)  |
|  | Joseph Turroques          | IPAS   | Lot-et-Garonne (2e)  |

Haut de page
- Haut – A
- B
- C
- D
- E
- F
- G
- H
- I
- J
- K
- L
- M
- N
- O
- P
- Q
- R
- S
- T
- U
- V
- W
- X
- Y
- Z

## U
|  | Nom          | Groupe | Circonscription |
|  | ------------ | ------ | --------------- |
|  | Henri Ulrich | RPCD   | Haut-Rhin (5e)  |

Haut de page
- Haut – A
- B
- C
- D
- E
- F
- G
- H
- I
- J
- K
- L
- M
- N
- O
- P
- Q
- R
- S
- T
- U
- V
- W
- X
- Y
- Z

## V
|  | Nom                               | Groupe  | Circonscription         |
|  | --------------------------------- | ------- | ----------------------- |
|  | André Valabrègue                  | UNR     | Hérault (4e)            |
|  | François Valentin                 | IPAS    | Meurthe-et-Moselle (5e) |
|  | Jean Valentin                     | a. IPAS | Charente (3e)           |
|  | Francis Vals                      | SFIO    | Aude (2e)               |
|  | Eugène Van der Meersch            | UNR     | Nord (6e)               |
|  | Jean Vanier                       | UNR     | Isère (2e)              |
|  | François Var                      | SFIO    | Corrèze (3e)            |
|  | Guy Vaschetti                     | UNR     | Seine (23e)             |
|  | Philippe Vayron                   | IPAS    | Seine (48e)             |
|  | Jacques Vendroux                  | UNR     | Pas-de-Calais (7e)      |
|  | Emmanuel Véry-Hermence            | SFIO    | Martinique (1re)        |
|  | Félix Viallet                     | UNR     | Lozère (1re)            |
|  | André Vidal                       | UNR     | Tarn (2e)               |
|  | Pierre Vignau                     | EAS     | Médéa (4e)              |
|  | Frédéric Champierre de Villeneuve | IPAS    | La Réunion (1re)        |
|  | Pierre Villon                     | PCF     | Allier (3e)             |
|  | René Vinciguerra                  | EAS     | Alger-Ville (1re)       |
|  | Jean Vitel                        | UNR     | Var (4e)                |
|  | Pierre Vitter                     | IPAS    | Haute-Saône (1re)       |
|  | Albert Voilquin                   | ED      | Vosges (4e)             |
|  | André-Georges Voisin              | UNR     | Indre-et-Loire (4e)     |

Haut de page
- Haut – A
- B
- C
- D
- E
- F
- G
- H
- I
- J
- K
- L
- M
- N
- O
- P
- Q
- R
- S
- T
- U
- V
- W
- X
- Y
- Z

## W
|  | Nom                 | Groupe  | Circonscription         |
|  | ------------------- | ------- | ----------------------- |
|  | Robert Wagner       | UNR     | Seine-et-Oise (6e)      |
|  | René Walter         | UNR     | Yonne (1re)             |
|  | Pierre Weber        | a. IPAS | Meurthe-et-Moselle (3e) |
|  | Jacques Weinman     | UNR     | Doubs (1re)             |
|  | William Widenlocher | SFIO    | Sétif (17e)             |

Haut de page
- Haut – A
- B
- C
- D
- E
- F
- G
- H
- I
- J
- K
- L
- M
- N
- O
- P
- Q
- R
- S
- T
- U
- V
- W
- X
- Y
- Z

## Y
|  | Nom           | Groupe | Circonscription |
|  | ------------- | ------ | --------------- |
|  | Henri Yrissou | IPAS   | Tarn (3e)       |

Haut de page
- Haut – A
- B
- C
- D
- E
- F
- G
- H
- I
- J
- K
- L
- M
- N
- O
- P
- Q
- R
- S
- T
- U
- V
- W
- X
- Y
- Z

## Z
|  | Nom                   | Groupe | Circonscription      |
|  | --------------------- | ------ | -------------------- |
|  | Mohamed-Tahar Zeghouf | EAS    | Mascara (11e)        |
|  | Pierre Ziller         | UNR    | Alpes-Maritimes (6e) |

Haut de page